# Borolia percussa
Borolia percussa är en fjärilsart som beskrevs av Butler 1880. Borolia percussa ingår i släktet Borolia och familjen nattflyn. Inga underarter finns listade i Catalogue of Life.